# Prestoea carderi
Prestoea carderi là loài thực vật có hoa thuộc họ Arecaceae. Loài này được (W.Bull) Hook.f. miêu tả khoa học đầu tiên năm 1890.